# Frithjof Seidel
Frithjof Seidel (Halle, 28 maggio 1997) è un tuffatore e nuotatore artistico tedesco.

## Biografia
E' allenato da Bohm, Christoph. I suoi precedenti allenatori sono stati Igor Gulov, Udo Hemmerling, Charles Law, Thomas Jänich,Tatjana Kies e Frau DuBois. Compete per la polisportiva Berliner TSC.
Ha rappresentato la Germania ai Giochi europei di Baku 2015, vincendo la medaglia di bronzo nel sincro 3 metri, gareggiando al fianco del connazionale Nico Herzog.

## Palmarès

### Tuffi
- Giochi europei

Baku 2015: bronzo nel sincro 3 m;
- Universiadi

Napoli 2019: argento nel trampolino 1 m;
- Giochi mondiali militari

Wuhan 2019: argento nella gara a squadre;

### Nuoto artistico
- Europei

Belgrado 2024: oro nel programma combinato
- Giochi europei

Cracovia 2023: argento nel programma combinato